# Automobiles Michel Un
Automobiles Michel Un war ein französischer Hersteller von Automobilen.

## Unternehmensgeschichte
Das Unternehmen aus Neuilly-sur-Seine begann 1926 mit der Produktion von Automobilen unter dem Markennamen Michel Un. Im gleichen Jahr endete die Produktion bereits.

## Fahrzeuge
Das einzige Modell basierte auf dem Fahrgestell des Modells 11 CV von Donnet-Zedel. Auch der Motor mit 2120 cm³ Hubraum kam von Donnet-Zedel. Anstelle des originalen Getriebes hatte der Wagen ein Viergang-Vorwählgetriebe von ZF Soden. Zum Gangwechsel reichte es einen Knopf zu drücken. Mit einem Hebel am Lenkrad konnte zwischen Vorwärts- und Rückwärtsgängen gewählt werden. Die Handhabung dieses Getriebes wurde als Kinderspiel bezeichnet. Im Angebot standen Tourenwagen und Limousinen. Der Neupreis lag 10.000 Franc höher als beim Donnet-Zedel. Ob das vorgestellte Fahrzeug überhaupt in Serie produziert wurde, ist fraglich: Es kann auch bei einem einzigen Prototyp geblieben sein.